# Flexió de braços

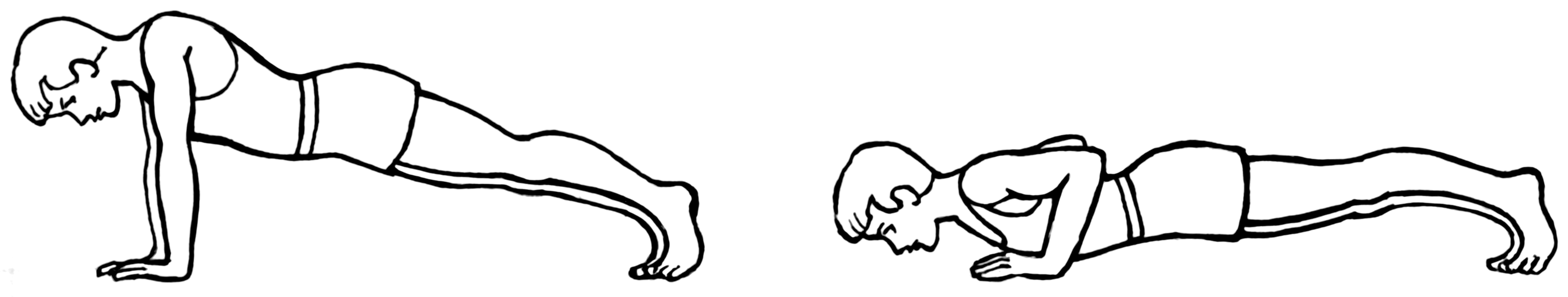

La flexió de braços o fons a terra és un exercici físic realitzat estant en posició inclinada, recolzat cap avall, aixecant el cos únicament amb els braços i baixant de nou al sòl.
És dedicat al desenvolupament dels músculs pectorals i el tríceps, amb beneficis addicionals per als deltoides, el serrat anterior, el coracobraquial i isomètricament l'abdomen. Segons la mena de flexió la seva acció pot anar més focalitzada en els pectorals, els deltoides o els tríceps. Aquest exercici és fonamental per a l'entrenament en la gimnàstica esportiva, cal·listènia i especialment per a l'entrenament militar.
Es pot reduir la dificultat d'aquest exercici descansant els genolls en el sòl en comptes dels dits dels peus, o fent-les amb les mans recolzades en alguna superfície elevada; així mateix, es pot augmentar elevant els peus en un banc o una altra superfície, fent-les a una sola mà, o llastrant-se amb un pes recolzat sobre l'esquena.

## Execució

Exemple de flexió de braços.

1. La posició inicial és estar estirat mirant cap al sòl, emparant-se únicament amb la punta dels peus i els palmells de les mans. Els colzes prop del cos de manera que els braços treballin en paral·lel, mai girats cap a fora. Un angle en els colzes de 45° o menys respecte al cos sol ser ideal. Els glutis, l'abdomen i les cames han de ser ben contrets.
2. Després, es flecteixen els braços mantenint en tot moment els colzes prop del cos fins a fregar el sòl amb el pit. Si es vol maximitzar l'activació del pit, es pot realitzar una abducció relativa amb les mans (fer força cap a dins).
3. Finalment, es torna a la posició inicial estirant els braços, mantenint en tot moment la postura amb l'esquena dreta i paral·lela al sòl.

## Altres propòsits
També són d'ús comú com una prova d'aptitud, com a lleu càstig físic, per a mostrar les seves habilitats físiques o com a demostració de submissió.
En un context competitiu, no és rar ni estrany de veure altres variacions inusuals; per exemple, fer flexions en el fang, la neu o la terra, perquè sigui més difícil, o fer l'exercici amb més dificultat encara, com col·locar el peu o un pes sobre l'esquena de l'executant de l'exercici (amb possibles sancions si l'equilibri es perd) o per a fer l'exercici descansant en els artells, no utilitzar tots els dits (sense comptar el polze), aixecant alguna de les cames mentre s'executa, impulsant-se de manera explosiva i fent un aplaudiment i caure novament amb les palmes o fer-lo tan sols amb un braç.

## Variacions

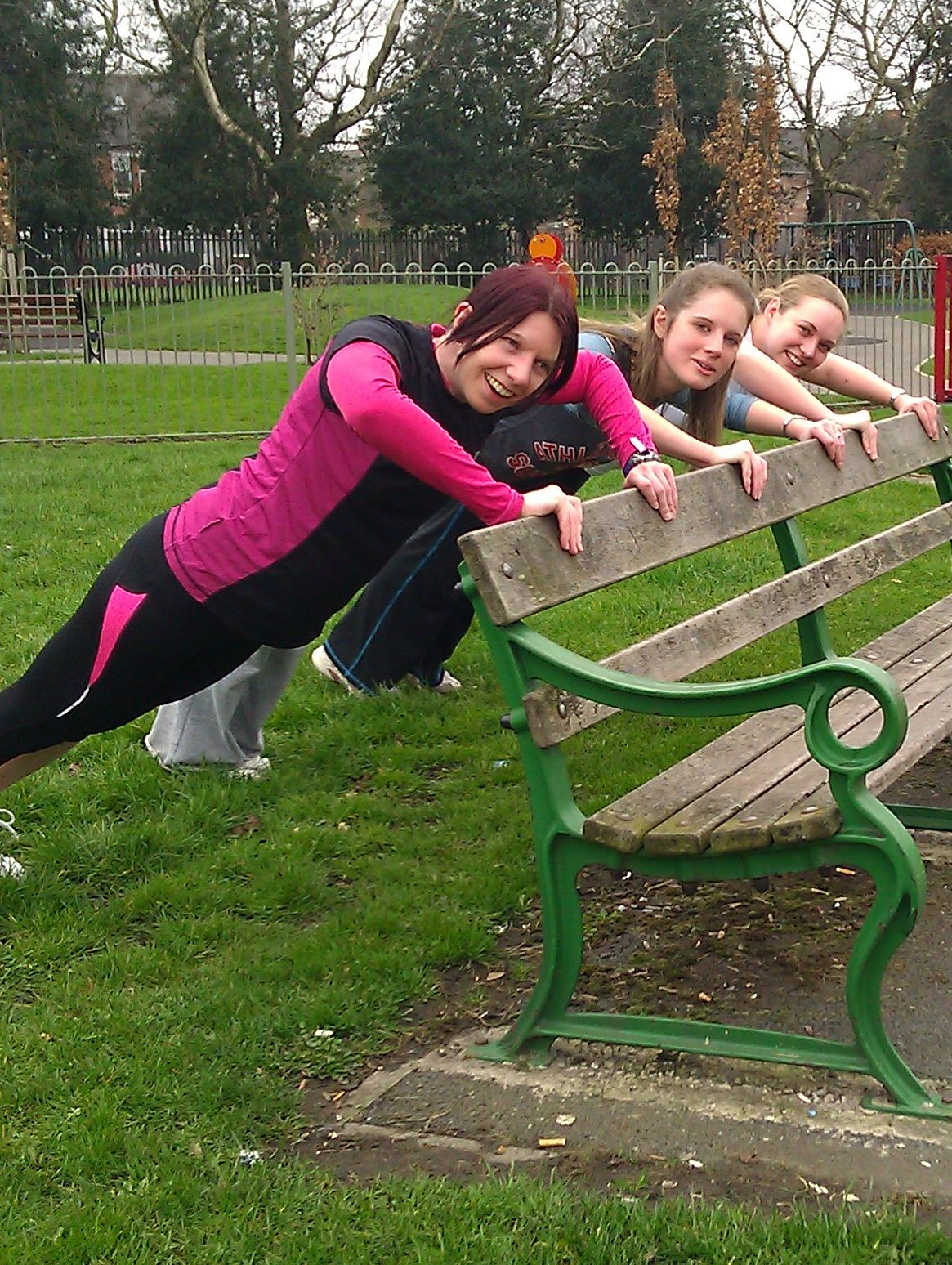

Hi ha diferents tipus de flexions de braços segons del múscul en el qual vulguem focalitzar el desenvolupament.
- Flexió amb les mans recolzades sobre una superfície elevada: aquest tipus de flexió lleva part del treball al deltoide anterior per a focalitzar-se un xic més en el pectoral, no obstant això, el fet que tinguem els peus en un lloc més baix que les mans fa que moguem menys pes, per la qual cosa fa d'aquesta variació una mica més simple. És una bona opció per a principiants que no tinguin força per a les flexions tradicionals.
- Flexió amb els peus elevats: al contrari que l'anterior, en aquesta variació es col·loquen els peus més elevats que les mans, la qual cosa acreix el pes que movem pel que la dificultat augmenta considerablement. Quant més hi ha elevació dels peus respecte a les mans, tant menys serà l'activació de les fibres baixes i mitjanes del pectoral i més gran serà l'activació del deltoide i les fibres altes del pectoral.
- Flexió amb les mans juntes o "flexió diamant": en aquesta versió les mans es col·loquen molt juntes l'una de l'altra, el dit índex d'una mà ha de tocar el de l'altra, com també el polze. Aquest tipus de flexió és d'una dificultat major que les anteriors i focalitza la major part del treball en el desenvolupament dels tríceps, és un dels millors exercicis de cal·listènia per a aquest múscul.
- Flexió en pica: aquesta versió consisteix a realitzar una forma de pica amb el cos, és a dir, escurçar l'espai entre peus i mans, mantenir les cames completament esteses i elevar el maluc el més alt possible. Aquest tipus de flexió és força més difícil que la normal i mou gairebé tot el treball del pectoral al deltoide, per a un gran desenvolupament d'aquest múscul. Es pot augmentar la dificultat de les flexions en pica si a més s'eleven els peus respecte de les mans.
- Flexió en arbreforc: aquesta versió és la mateixa que la de peus elevats, però amb els peus elevats al màxim, és a dir, en posició de tenir el cos posat verticalment contra una paret. És la versió de flexió de braços més difícil i només després d'un dur entrenament s'aconsegueix d'executar correctament. En aquesta mena de flexió el pectoral a penes té treball i són els deltoides els que es veuen més activats, és un dels millors exercicis per a desenvolupar aquest múscul.

El dand, també conegut com a flexió hindú. Aquesta és la versió més bàsica, similar a aquella utilitzada per Bruce Lee.

- Flexió hindú o dand: El dand, també conegut com a flexió hindú. Aquesta és la versió més bàsica, similar a aquella utilitzada per Bruce Lee. La forma més bàsica de dand comença a partir de la posició cap avall del gos en ioga i passa a una posició de posa de la cobra. També es coneix com una sargantana hindú. És comuna en la cultura física Índia i les arts marcials Índies, particularment Pehlwani.[3] Bruce Lee també la va usar en el seu règim d'entrenament i s'hi va referir com a "estirament de gat".[4] És un exercici efectiu de força central perquè implica dinàmicament tant la cadena anterior com la cadena posterior de manera harmoniosa. Existeixen nombroses variacions del dand, encara que la majoria incorpora les dues postures utilitzades en la versió més bàsica. Té relació amb la salutació al sol.